# Jørgen Emil Hansen
Jørgen Emil Hansen (Copenhaguen, 7 de desembre de 1942) va ser un ciclista danès. Va destacar sobretot en la Contrarellotge per equips. El seu principal èxit fou la medalla de bronze als Jocs Olímpics de Mont-real de 1976 i el Campionat del món deu anys abans.

## Palmarès en ruta
- 1966
  -  Campió del món en contrarellotge per equips (amb Verner Blaudzun, Ole Hojlund i Flemming Wisborg)
- 1968
  -  Campió de Dinamarca amateur en contrarellotge per equips
- 1972
  - 1r a l'Archer Grand Prix
- 1973
  - 1r a l'Archer Grand Prix
- 1975
  -  Campió de Dinamarca amateur en ruta
  -  Campió de Dinamarca amateur en contrarellotge per equips
- 1976
  -  Medalla de bronze als Jocs Olímpics de Mont-real en contrarellotge per equips (amb Gert Frank, Jørn Lund i Verner Blaudzun)
- 1979
  - 1r a l'Archer Grand Prix